# Francis William Deas
Francis William Deas (1862-13 de noviembre de 1951) fue un importante arquitecto (perteneciente al movimiento Artes y Oficios) y paisajista de finales del siglo XIX y principios del XX. También era muy aficionado a la pintura, sobre todo de paisajes. Su proyecto más importantes es, sin duda, la restauración del castillo de Toward.

## Vida
Nació en Haslar (Hampshire, Inglaterra) de Sir David Deas y su mujer Margaret Hepburn. Su abuelo fue Francis Deas, alcalde de Falkland (Fife, Escocia). Cuando su padre murió en 1876 su tío se encargó de su educación y lo envió primero al internado Charterhouse y más tarde a la Universidad de Edimburgo. Desde ese momento Desde ese momento residió en Escocia.
En 1890 se hizo aprendiz de Robert Rowan Anderson y empezó a asistir en la nueva Facultad de Arte de Edimburgo con el profesor Frank Worthington Simon, donde estudió durante tres años. Entre 1896 y 1897 se realizó un viaje de investigación en el que realizó numerosos dibujos. Parte de este viaje lo realizó con su amigo Robert Lorimer, que aparentemente fue quien le convenció de que se dedicara a la arquitectura y no al interiorismo. A su regreso a Edimburgo, a finales de 1897, montó su oficina en el número 63 de Frederik Street, compartida con Victor Daniel Horsburgh. En 1902 se trasladó a una oficina más grande en el 15 de Rutland Square, que arrendaba de Robert Rowand Anderson, y que ahora es la sede del Real Colegio de Arquitectos de Escocia (RIAS, del inglés: Royal Incorporation of Architects in Scotland).
Nunca se casó y es muy probable que fuera homosexual. En 1903 se construyó una casa magnífica en Aberdour llamada The Murrel. La vivienda tenía todo el carácter del movimiento Artes y Oficios y el jardín se cree que fue planeado por Gertrude Jekyll. Deas invirtió en propiedades en Austria y Turquía y perdió todo durante la Primera Guerra Mundial. Debido a las dificultades económicas, se vio obligado a vender su casa en 1915. Desde entonces residiría en una villa en Greenhill Gardens en Edimburgo.
Sus problemas económicos se aliviaron en 1921 cuando recibió el encargo de reconstruir el castillo de Toward, proyecto que duró seis años. Al finalizarlo se medió retiró y trabajó con Christopher Hussey estudiando el trabajo de Robert Lorimer. El resultado fue, en parte, una artículo publicado por el RIBA en febrero de 193 sobre la vida y obra de Lorimer.
Se retiró completamente en 1937. Al morir sin descendencia en 1951, legó su valiosa colección de arte y cerámica chinos al Museo Nacional de Escocia. Está enterrado junto a su padre cerca de la puerta oriental del cementerio de Warriston.

## Proyectos más importantes
- Reconstrucción de Hindley Hall en Northumberland (1907)
- The Murrel, Aberdour (1908)
- Reconstrucción de Fyndynate House, Aberfeldy (1909)
- Jardín y vivienda del jardinero en el castillo de Kinfauns (1910)
- Casa y jardín en el 16 de Inverleith Terrace (The Little House), Edinburgh (1912)
- Rediseño del jardín y de la vivienda del jardinero de Donibristle House (1913)
- Kellas House y cabaña en Morayshire (1913)
- Plan para el nuevo cementerio en la Abadía de Culross (1914)
- Monumento a los caídos en Aberdour (1919)
- Restauración y mejores del castillo de Toward (1921-8)
- Reformas de Archerfield House (1923)
- Cabañas en Knightshayes Court, Devon, (1923)
- 1 Easter Belmont Road, Edimburgo (1924)